# Jesper Isaksen
Jesper Strand Isaksen (Bærum, 13 ottobre 1999) è un calciatore norvegese, centrocampista dello Stabæk.

## Carriera

### Club
Isaksen è cresciuto nelle giovanili del Kristiansund FK, prima di entrare a far parte di quelle del Kristiansund BK. È stato aggregato alla prima squadra di quest'ultimo club a partire dalla stagione 2016, ma esordito soltanto in data 24 maggio 2017: è stato schierato titolare nella vittoria per 0-4 arrivata sul campo del Verdal, sfida valida per il primo turno del Norgesmesterskapet. Il 25 giugno successivo ha debuttato in Eliteserien, sostituendo Liridon Kalludra nel successo per 1-4 maturato sul campo dello Stabæk. Il 28 giugno 2017 ha firmato il primo contratto professionistico con questo club, valido fino al 31 dicembre 2019.
Il 10 novembre 2019, Isaksen ha trovato il primo gol nella massima divisione norvegese: ha segnato infatti nella vittoria per 4-0 arrivata sul Sarpsborg 08. Ha lasciato la squadra al termine della stagione, scegliendo di non rinnovare il contratto in scadenza con il Kristiansund BK.
Il 3 dicembre 2019, lo Stabæk ha annunciato d'aver ingaggiato Isaksen: il giocatore ha firmato un contratto triennale, valido a partire dal 1º gennaio 2020. Ha giocato la prima partita con la nuova maglia in data 16 giugno 2020, subentrando a Hugo Vetlesen nel pareggio casalingo per 0-0 arrivato contro il Mjøndalen.
Il 9 ottobre 2020 è stato ceduto in prestito al Jerv, in 1. divisjon. Ha debuttato con la nuova maglia il 10 ottobre, sostituendo Akeem Latifu nella vittoria per 4-2 sul Raufoss. A fine stagione, è tornato allo Stabæk.
Il 15 giugno 2021 è stato ceduto ancora con la formula del prestito, questa volta al Fredrikstad. Ha debuttato il 18 giugno, sostituendo Håvard Åsheim nella sconfitta casalinga per 0-1 subita in casa contro l'HamKam.
Il 30 luglio 2021 ha fatto ritorno al Kristiansund BK, a titolo definitivo: ha firmato un contratto valido fino al 31 dicembre 2024.
Il 21 marzo 2025 ha fatto ritorno allo Stabæk, firmando un contratto annuale.

### Nazionale
Isaksen ha giocato 2 partite per la Norvegia under 18.

## Statistiche

### Presenze e reti nei club
Statistiche aggiornate al 21 marzo 2025.
| Stagione               | Club                   | Campionato             | Campionato | Campionato | Coppe nazionali | Coppe nazionali | Coppe nazionali | Coppe continentali | Coppe continentali | Coppe continentali | Supercoppe | Supercoppe | Supercoppe | Totale | Totale |
| Stagione               | Club                   | Comp                   | Pres       | Reti       | Comp            | Pres            | Reti            | Comp               | Pres               | Reti               | Comp       | Pres       | Reti       | Pres   | Reti   |
| ---------------------- | ---------------------- | ---------------------- | ---------- | ---------- | --------------- | --------------- | --------------- | ------------------ | ------------------ | ------------------ | ---------- | ---------- | ---------- | ------ | ------ |
| 2016                   | Kristiansund BK        | 1D                     | 0          | 0          | CN              | 0               | 0               | -                  | -                  | -                  | -          | -          | -          | 0      | 0      |
| 2017                   | Kristiansund BK        | ES                     | 2          | 0          | CN              | 1               | 0               | -                  | -                  | -                  | -          | -          | -          | 3      | 0      |
| 2018                   | Kristiansund BK        | ES                     | 1          | 0          | CN              | 2               | 0               | -                  | -                  | -                  | -          | -          | -          | 3      | 0      |
| 2019                   | Kristiansund BK        | ES                     | 14         | 1          | CN              | 2               | 0               | -                  | -                  | -                  | -          | -          | -          | 16     | 1      |
| gen.-ott. 2020         | Stabæk                 | ES                     | 9          | 0          | -               | -               | -               | -                  | -                  | -                  | -          | -          | -          | 9      | 0      |
| ott.-dic. 2020         | Jerv                   | 1D                     | 13         | 0          | -               | -               | -               | -                  | -                  | -                  | -          | -          | -          | 13     | 0      |
| gen.-giu. 2021         | Stabæk                 | ES                     | 0          | 0          | CN              | 0               | 0               | -                  | -                  | -                  | -          | -          | -          | 0      | 0      |
| giu.-lug. 2021         | Fredrikstad            | 1D                     | 8          | 0          | CN              | 1               | 0               | -                  | -                  | -                  | -          | -          | -          | 9      | 0      |
| ago.-dic. 2021         | Kristiansund BK        | ES                     | 16         | 1          | CN              | 2               | 1               | -                  | -                  | -                  | -          | -          | -          | 18     | 2      |
| 2022                   | Kristiansund BK        | ES                     | 20         | 0          | CN              | 2               | 0               | -                  | -                  | -                  | -          | -          | -          | 22     | 0      |
| 2023                   | Kristiansund BK        | 1D                     | 21+4       | 0          | CN              | 2               | 0               | -                  | -                  | -                  | -          | -          | -          | 27     | 0      |
| 2024                   | Kristiansund BK        | ES                     | 29         | 4          | CN              | 3               | 0               | -                  | -                  | -                  | -          | -          | -          | 32     | 4      |
| Totale Kristiansund BK | Totale Kristiansund BK | Totale Kristiansund BK | 103+4      | 6+0        |                 | 14              | 1               |                    | -                  | -                  |            | -          | -          | 121    | 7      |
| 2025                   | Stabæk                 | 1D                     | 0          | 0          | CN              | 0               | 0               | -                  | -                  | -                  | -          | -          | -          | 0      | 0      |
| Totale Stabæk          | Totale Stabæk          | Totale Stabæk          | 9          | 0          |                 | 0               | 0               |                    | -                  | -                  |            | -          | -          | 9      | 0      |
| Totale                 | Totale                 | Totale                 | 133+4      | 6+0        |                 | 15              | 1               |                    | -                  | -                  |            | -          | -          | 152    | 7      |

## Palmarès

### Club

#### Competizioni nazionali
- 1. divisjon: 1

Kristiansund BK: 2016